# UWE-3
UWE-3 (Universität Würzburgs Experimentalsatellit 3) ist ein deutscher Experimentalsatellit, der am 21. November 2013 mit einer Dnepr-1 vom Kosmodrom Jasny erfolgreich gestartet wurde.

## Geschichte
Nach UWE-1 und UWE-2 ist es der dritte Picosatellit, der von Studenten der Universität Würzburg gebaut wurde. Das Projekt wurde durch das Bundesministerium für Wirtschaft und Technologie bis Ende 2014 gefördert. UWE-3 ist mit einem Gewicht von einem Kilogramm und einem Durchmesser von zehn Zentimetern genauso schwer und groß wie UWE-2.

## Ziele
Die wissenschaftlichen Zielsetzungen der Konstruktion des Kleinsatelliten sind:
- Erweiterung des Systems zur Lagebestimmung zum Lageregelsystem
- Test robuster Hard- und Softwaredesigns auf Basis handelsüblicher Hardware unter Weltraumbedingungen

## Verlauf und Ergebnisse
Die Missionsziele konnten bis zum Ende der einjährigen Förderung erreicht werden. Zwei Monate danach, im Frühjahr 2015, fanden sich für einen weiteren mehrjährigen Betrieb neue Sponsoren.
Dabei wurden mehrere Software-Updates der Bordcomputer unter anderem zur Verbesserungen der Lageregelung getätigt. Das Gerät inklusive der Energieversorgung mit einer Batterie ist auch nach vier Jahren (Stand Mai 2018) im All technisch in hervorragendem Zustand. Ein zeitweiser Ausfall des Senders konnte durch einen automatischen Neustart behoben werden. Die Mission wird unter anderem mit Hilfe von Funkamateuren überwacht, die die täglich gesandten Datensätze zum Betriebszustand empfangen und weiterleiten. Mit den empfangenen Lageregelungsdaten konnte sogar ein Simulationsfilm erstellt werden, der den Flug des rotierenden Satelliten über Würzburg anschaulich darstellt.